# Maximilian Schachmann
Maximilian Schachmann (Berlijn, 9 januari 1994) is een Duits wielrenner die sinds 2025 voor Soudal Quick-Step uitkomt. Hij is vooral gespecialiseerd in het tijdrijden.

## Beginjaren
Bij de junioren en de beloften boekte Schachmann al goede resultaten. Op het wereldkampioenschap tijdrijden voor junioren in 2012 werd hij derde achter Oskar Svendsen en Matej Mohorič. Drie jaar later werd hij bij de beloften tweede achter Mads Würtz Schmidt, en in 2016 werd hij opnieuw tweede. Ook werd hij in 2016 nationaal beloftenkampioen tijdrijden.
In 2012 werd Schachmann in Duitsland verkozen tot wielertalent van het jaar. In 2014 kwam hij uit voor het Giant-Shimano Development Team, het opleidingsteam van Giant-Shimano.

## Profcarrière
Schachmann debuteerde in 2017 als beroepsrenner bij Quick-Step Floors. Bij een val in de Ronde van Polen liep hij enkele breuken op in zijn voet, waardoor hij zijn seizoen vroegtijdig moest beëindigen. Na een lange revalidatie won hij in 2018 de zesde etappe van de Ronde van Catalonië, zijn eerste profzege. In de Ronde van Italië, zijn eerste grote ronde, won hij de achttiende etappe naar Prato Nevoso. 
In 2019 werd Schachmann Duits kampioen op de weg.

## Overwinningen
2016
 Duits kampioen tijdrijden, Beloften
2e etappe Ronde van de Aostavallei
3e etappe Ronde van de Elzas
Eind- en jongerenklassement Ronde van de Elzas
2018
6e etappe Ronde van Catalonië
18e etappe Ronde van Italië
2e etappe Ronde van Duitsland
2019
GP Industria & Artigianato-Larciano
5e etappe Ronde van Catalonië
1e (ITT), 3e en 4e etappe Ronde van het Baskenland
Puntenklassement Ronde van het Baskenland
 Duits kampioen op de weg, Elite
2020
1e etappe Parijs-Nice
Eindklassement Parijs-Nice
2021
Eindklassement Parijs-Nice
 Duits kampioen op de weg, Elite
2023
3e etappe Sibiu Cycling Tour
2025
1e etappe (ITT) Ronde van het Baskenland
 Duits kampioen op de weg, Elite

## Resultaten in voornaamste wedstrijden
| Jaar | Ronde van Italië | Ronde van Frankrijk | Ronde van Spanje |
| ---- | ---------------- | ------------------- | ---------------- |
| 2017 |                  |                     |                  |
| 2018 | 31e (1)          |                     |                  |
| 2019 |                  | opgave              |                  |
| 2020 |                  | 57e                 |                  |
| 2021 |                  |                     | opgave           |
| 2022 |                  | 46e                 |                  |
| 2023 |                  |                     |                  |
| 2024 | 45e              |                     |                  |
| 2025 |                  | 68e                 |                  |

| Jaar | Milaan-San Remo | Ronde van Vlaanderen | Parijs-Roubaix | Amstel Gold Race | Luik-Bast.‑Luik | Ronde van Lombardije | Waalse Pijl | Strade Bianche |  | WK op de weg |  | Wereldranglijsten |
| ---- | --------------- | -------------------- | -------------- | ---------------- | --------------- | -------------------- | ----------- | -------------- |  | ------------ |  | ----------------- |
| 2017 |                 |                      |                | 105e             |                 |                      | 115e        |                |  |              |  | 262e (UWT)        |
| 2018 |                 |                      |                |                  | 35e             |                      | 8e          | opgave         |  | opgave       |  | 73e (UWT)         |
| 2019 |                 |                      |                | 5e               | ↑               | 73e                  | 5e          | 29e            |  |              |  | 25e (UWR)         |
| 2020 |                 | 98e                  |                |                  | opgave          | 7e                   |             | ↑              |  | 9e           |  | 14e (UWR)         |
| 2021 | 14e             |                      | 77e            | ↑                | 9e              |                      | 10e         |                |  | opgave       |  |                   |
| 2022 |                 |                      |                |                  |                 |                      |             |                |  |              |  |                   |
| 2023 |                 |                      |                |                  |                 |                      |             |                |  |              |  |                   |
| 2024 |                 |                      |                | 106e             |                 |                      |             |                |  | opgave       |  |                   |
| 2025 | 33e             |                      |                | 53e              | 92e             |                      |             |                |  |              |  |                   |

## Ploegen
- 2013 –  Thüringer Energie Team
- 2014 –  Development Team Giant-Shimano
- 2015 –  AWT-GreenWay
- 2016 –  Klein Constantia
- 2017 –  Quick-Step Floors
- 2018 –  Quick-Step Floors
- 2019 –  BORA-hansgrohe
- 2020 –  BORA-hansgrohe
- 2021 –  BORA-hansgrohe
- 2022 –  BORA-hansgrohe
- 2023 –  BORA-hansgrohe
- 2024 –  BORA-hansgrohe
- 2025 –  Soudal Quick-Step

Wielerploegen van Maximilian Schachmann
Bertilsson · Biermans · Brockhoff · Frame · van der Haar · Haugaard · Ludvigsson · Pölder · Rask · Schachmann · Janssen (stagiair)
Baška · Bechynē · Bouhanni · Brockhoff · Cuadros · García · Guérin · Kasperkiewicz · Lehky · Novák · Schachmann · Schlegel · Molly (stagiair)
Bico · Bokeloh · Cavagna · García · Kasperkiewicz · Lehky · Mas · Molly · Narváez · Schachmann · Schlegel · Schreurs · Sisr · Lecroq (stagiair)
Alaphilippe · Bauer · Boonen (tot 09/04) · Brambilla · Capecchi · Cavagna · de la Cruz · De Plus · Declercq · Devenyns · Gaviria · Gilbert · Jungels · Keisse · Kittel · Lampaert · Martin · Martinelli · Mas · Richeze · Sabatini · Schachmann · Serry · Štybar · Terpstra · Trentin · Vakoč · Velits · Vermote · Hodeg (stagiair) · Kasperkiewicz (stagiair)
Alaphilippe · Asgreen · Capecchi · Cavagna · De Plus · Declercq · Devenyns · Gaviria · Gilbert · Hodeg · Jakobsen · Jungels · Keisse · Knox · Lampaert · Martinelli · Mas · Mørkøv · Narváez · Richeze · Sabatini · Schachmann  · Sénéchal · Serry · Štybar · Terpstra · Vakoč · Viviani
Ackermann · Baška · Benedetti · Bennett · Bodnar · Buchmann · Burghardt · Drucker · Formolo · Gatto · Großschartner · Kennaugh · König · Konrad · Majka · McCarthy · Mühlberger · Oss · Pfingsten · Poljański · Pöstlberger · J. Sagan · P. Sagan · Schachmann · Schillinger · Schwarzmann · Selig
Ackermann · Baška · Benedetti · Bodnar · Buchmann · Burghardt · Drucker · Fabbro · Gamper · Gatto · Großschartner · Kämna · Konrad · Laas · Majka · McCarthy · Mühlberger · Oss · Poljański · Pöstlberger · J. Sagan · P. Sagan · Schachmann · Schelling · Schillinger · Schwarzmann · Selig
Ackermann · Aleotti · Baška · Benedetti · Bodnar · Buchmann · Burghardt · Fabbro · Gamper · Großschartner · Kämna · Kelderman · Konrad · Laas · Meeus · Oss · Palzer (vanaf 1 april) · Politt · Pöstlberger · J. Sagan · P. Sagan · Schachmann · Schelling · Schillinger · Schwarzmann · Selig · Walls · Wandahl · Zwiehoff
Aleotti · Archbold · Benedetti · Bennett · Buchmann · Fabbro · Gamper · Großschartner · Haller · Higuita · Hindley · Kämna · Kelderman · Koch · Konrad · Laas · Lührs · Meeus · Mullen · Palzer · Politt · Pöstlberger · Schachmann · Schelling · Uijtdebroeks · van Poppel · Vlasov · Walls · Wandahl · Zwiehoff · Lipowitz (stagiair)
Aleotti · Archbold · Benedetti · Bennett · Buchmann · Denz · Fabbro · Gamper · Haller · Higuita · Hindley · Jungels · Kämna · Koch · Konrad · Koretzky · Lipowitz · Lührs · Meeus · Mullen · Palzer · Politt · Schachmann · Schelling · Uijtdebroeks · van Poppel · Vlasov · Walls · Wandahl · Zwiehoff
Adrià · Aleotti · Benedetti (tot 18/8) · Buchmann · Denz · Gamper · Hajek · Haller · Herzog · Higuita · Hindley · Jungels · Kämna · Koch · Lipowitz · Lührs · Maciejuk · Martínez · Meeus · Mullen · Palzer · Roglič · Schachmann · Sobrero · van Poppel · Vlasov · Wandahl · Welsford · Zwiehoff